# Michał Major
Michał Jan Major (ur. 24 sierpnia 1968 w Wieliczce, zm. 27 listopada 2018 w Sygneczowie) – polski ekonomista, doktor habilitowany nauk ekonomicznych, profesor nadzwyczajny Uniwersytetu Ekonomicznego w Krakowie, specjalista w zakresie zarządzania jakością, statystyki i ekonometrii.

## Życiorys
Syn Jana i Michaliny. W 1992 ukończył studia na kierunku cybernetyka ekonomiczna i informatyka na Akademii Ekonomicznej w Krakowie, gdzie w 2001 na Wydziale Zarządzania na podstawie rozprawy pt. Mikroekonomiczne i marketingowe aspekty zarządzaniem jakością otrzymał stopień naukowy doktora nauk ekonomicznych dyscyplina: ekonomia specjalności: zarządzanie jakością, statystyka i ekonometria. Tam też po przekształceniu Akademii w Uniwersytet Ekonomiczny na podstawie dorobku naukowego oraz monografii pt. Wielokryterialna ocena jakości typu produktu otrzymał w 2016 stopień naukowy doktora habilitowanego nauk ekonomicznych dyscyplina: ekonomia specjalności: zarządzanie jakością, statystyka i ekonometria.
Został profesorem nadzwyczajnym Uniwersytetu Ekonomicznego w Krakowie w Wydziale Zarządzania w Katedrze Statystyki.
Zmarł 27 listopada 2018. Został pochowany 29 listopada 2018 na cmentarzu komunalnym w Wieliczce.